# Demonax confidens
Demonax confidens är en skalbaggsart som beskrevs av Holzschuh 1993. Demonax confidens ingår i släktet Demonax och familjen långhorningar. Inga underarter finns listade i Catalogue of Life.